# Siseme leucodesma
Siseme leucodesma är en fjärilsart som beskrevs av Adalbert Seitz 1917. Siseme leucodesma ingår i släktet Siseme och familjen Riodinidae. Inga underarter finns listade i Catalogue of Life.